# Conditionnement (psychologie)
Pour les articles homonymes, voir Conditionnement.
 (juin 2015).
Si vous disposez d'ouvrages ou d'articles de référence ou si vous connaissez des sites web de qualité traitant du thème abordé ici, merci de compléter l'article en donnant les références utiles à sa vérifiabilité et en les liant à la section « Notes et références ».
Le conditionnement est une procédure d’apprentissage qui est au centre des théories béhavioristes. Ivan Pavlov, qui l'expérimenta avec un chien, le décrit comme une technique permettant à un stimulus neutre, d'induire une réponse réflexe qu'il n'induit pas naturellement. Dans le conditionnement Skinnerien, ce sont les conséquences positives (ajout d'un élément dans une situation) ou négatives (retrait d'un élément) d'un comportement qui, en retour, entraînent l'augmentation ou la diminution du débit de cette réponse (nombre de réponses émises par unité de temps). Ces relations temporelles apprennent à un individu à modifier son comportement de manière effective. Pour les comportementalistes, le conditionnement permet de rendre compte des phénomènes comme l'apprentissage et la résolution de problèmes et doit être au centre de la psychologie, comprise comme science du comportement.

## Différents types de conditionnement
Il existe deux grands types de conditionnement : le conditionnement classique et le conditionnement opérant. Dans le premier cas le stimulus conditionne une réaction tandis que dans le second il conditionne une action.

### Conditionnement classique
Le conditionnement classique (appelé aussi apprentissage masoréplique ou de type I) a été décrit et théorisé par Ivan Pavlov. C'est aussi ce conditionnement là qui est au centre des travaux de Watson.
L'apprentissage pavlovien consiste à associer un stimulus neutre (par exemple un son ou une lumière) au stimulus inconditionné (SI) (boulette de nourriture, choc électrique…). Ce son est initialement neutre pour l'animal, c'est-à-dire qu'il n'entraîne pas de réponse inconditionnée (RI). L'animal affamé qui entend un son ne salive pas sous l'effet du son. Il présente tout au plus une réaction d'alerte : il dresse les oreilles et tourne la tête en direction du son. 
SN → RN (stimulus neutre → réponse neutre ou absence de réponse)
En revanche, si on présente une boulette de nourriture (SI) à un animal affamé, celui-ci salive. Cette salivation est un comportement de nature « réflexe » (RI). 
SI → RI (schéma stimulus - réponse).
Une association entre SI et SN se fait en présentant de manière relativement régulière et rapprochée le son puis la nourriture. Alors qu'au début l'animal salive uniquement en présence de la nourriture, on remarque que progressivement la salivation débute dès l'apparition du son et avant l'apparition de la nourriture. Le comportement de salivation est ici un comportement conditionné appelé réponse conditionnée (RC) car générée par la seule présence du son (stimulus conditionné, SC). L'animal « anticipe » désormais la présentation imminente de la nourriture grâce au stimulus sonore. 
SC → RC (le son entraîne la salivation)

### Conditionnement opérant
Le conditionnement opérant (parfois appelé apprentissage skinnerien ou de type II) est issu de l'apprentissage instrumental de Thorndike et a été développé par Skinner. 
Le conditionnement opérant réalise l'association entre une action de l'animal et un SI. Si, lorsque l'animal appuie sur un levier, une boulette de nourriture lui est délivrée, il apprendra rapidement à appuyer sur celui-ci. C'est son action qui « provoque » la survenue du renforçateur (le SI). Les protocoles utilisés peuvent aussi être beaucoup plus complexes et impliquer par exemple des plages temporelles pendant lesquelles seul l'animal peut agir pour être « récompensé ».

## Lois du conditionnement
À l'origine, il était supposé que l'association SC-SI réalisée par l'animal était la conséquence des présentations du SC et du SI selon une contiguïté suffisante, c'est-à-dire une proximité, à la fois dans le temps et dans l'espace. Il a depuis été montré qu'un certain éloignement spatial ne nuisait pas à la qualité du conditionnement (pour autant que les deux stimuli soient dans un champ perceptif de l'animal). De même, des rats sont capables de réaliser ce type d'apprentissage (entre un goût d'aliment et une nausée par exemple), même s'ils sont présentés chacun une seule fois et sont séparés d'une heure ou plus. (C'est d'ailleurs ce qui fait la difficulté d'une dératisation : ils sont généralement peu enclins à la nouveauté en matière d'alimentation et apprennent facilement et pour longtemps quelle nourriture est à éviter.)[réf. nécessaire]
Peut-être en lien avec l'émergence du paradigme cognitiviste, une nouvelle « loi » a été proposée comme fondement du conditionnement par Rescorla (1968). Le degré d'association entre SC et SI (force du conditionnement) ne dépend pas directement de la contiguïté entre ces deux, mais prioritairement de leur contingence. Ce terme de contingence, emprunté aux statistiques, décrit le degré de liaison entre deux stimuli. Si un SI est toujours précédé d'un SC et que ce SC est toujours suivi d'un SI, la contingence est maximale. Si un SI est toujours précédé d'un SC mais que ce SC est en fait rarement suivi d'un SI, la contingence est plus faible. 
Cette théorie, impliquant un traitement cognitif complexe des stimuli et non une simple détermination par l'environnement, a permis de dépasser certaines limites du comportementalisme radical.
De plus, la principale caractéristique discriminatoire entre le conditionnement de type I Pavlov et celui de type II Skinner depend de la réponse attendue. Dans le type I Pavlov, il s'agit d'un réflexe, alors que dans le type II Skinner, il s'agit d'un comportement.

## Applications
Ce type d'apprentissage élémentaire est important dans la mesure où il pourrait constituer un élément de base d'apprentissages plus complexes. Un autre grand intérêt est sa simplicité, qui en fait un outil puissant des études neurobiologiques de la mémoire mais aussi de bien d'autres aspects de la cognition. Il est abondamment utilisé chez le rat et la souris, et permet notamment de préciser quelles structures du système nerveux central sont impliquées dans quels types de mémoire.